# Piotr Xenk

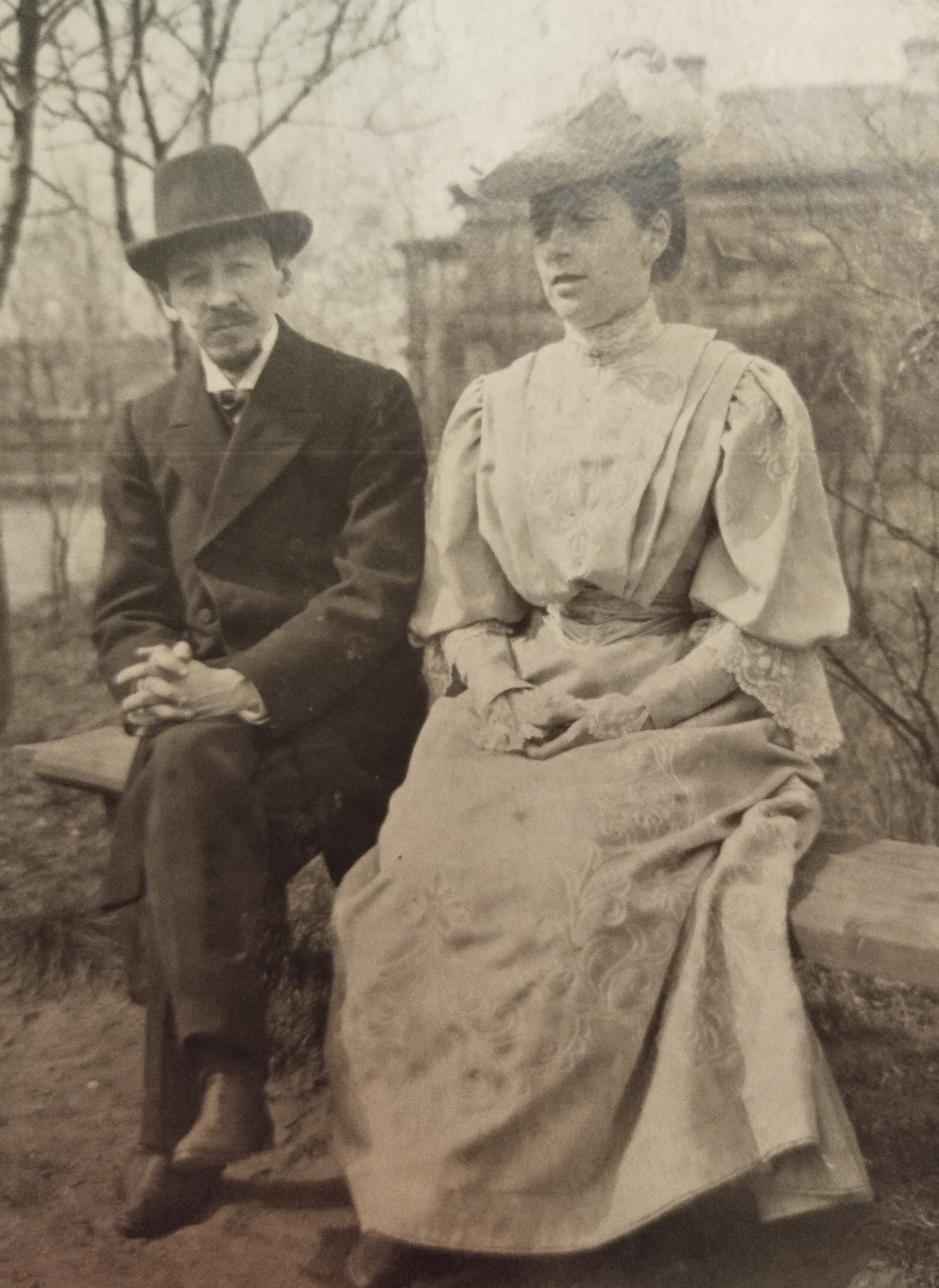
Piotr Xenk amb la seva dona Margarita Alfonsovna.

Piotr Petróvitx Xenk (rus: Пётр Петрович Шенк) (Sant Petersburg, Imperi Rus, 23 de febrer de 1870 - ?) fou un compositor rus. Estudià al conservatori de la seva ciutat nadiua i en un principi es donà a conèixer com a pianista, però després es dedicà a la composició i a la crítica musical. És autor de La puissance d'amour, òpera (1893), Actea, òpera (1899), Le dernier revoir, òpera (1904), Barbe-bleue i Salange, ballets (1899), Saul, cantata, A la memòria de Puschkin, cantata, Gogol, cantata, Alexandre II, cantata, Nicolau II, cantata, Tres simfonies, Hero i Leandre, poema simfònic, música de cambra, cors a cappella i lieder.